# De Rode Duivels gaan naar Spanje
De Rode Duivels gaan naar Spanje is een Nederlandstalige single van de Belgische artiest Will Tura uit 1982. Het nummer werd geschreven in het kader van de kwalificatie van de Rode Duivels voor het WK Voetbal 1982 te Spanje.
Het nummer stond in de top 50 van 29 mei 1982 tot 31 juli 1982 en bereikte als hoogste positie een 4e plaats.
De B-kant van de single was het liedje Red Devils march.

## Meewerkende artiesten
- Producer
  - Jean Kluger
- Muzikanten
  - Will Tura